# Katharine Holmes
Katharine Waters "Kat" Holmes (15 lipca 1993 w Waszyngtonie) – amerykańska szpadzistka, złota medalistka mistrzostw świata.
W 2009 roku zdobyła srebro w indywidualnej rywalizacji kadetek na mistrzostwach świata juniorów w Belfaście. Na rozgrywanych rok później mistrzostwach świata juniorów w Baku zdobyła srebro drużynowo. Drużynowo zdobyła także brąz na mistrzostwach świata juniorów w Moskwie w 2012 roku.
Wystartowała na igrzyskach olimpijskich w Rio de Janeiro w 2016 roku, gdzie drużynowo była piąta, a indywidualnie zajęła 25. miejsce. Brała też udział w igrzyskach olimpijskich w Tokio, gdzie ponownie zajęła 5. miejsce w zawodach drużynowych, a w turnieju indywidualnym była 24.. 
Podczas mistrzostw świata w Wuxi w 2018 roku Amerykanki w składzie: Katharine Holmes, Courtney Hurley, Kelley Hurley i Amanda Sirico zwyciężyły w zawodach drużynowych. W tej samej konkurencji była też między innymi piąta na mistrzostwach świata w Budapeszcie w 2019 roku i mistrzostwach świata w Kairze w 2022 roku. 
Ponadto zdobywała złote medale indywidualnie i drużynowo na igrzyskach panamerykańskich w Toronto w 2015 roku oraz igrzyskach panamerykańskich w Limie cztery lata później.